# Listă de mareșali ai Bucovinei

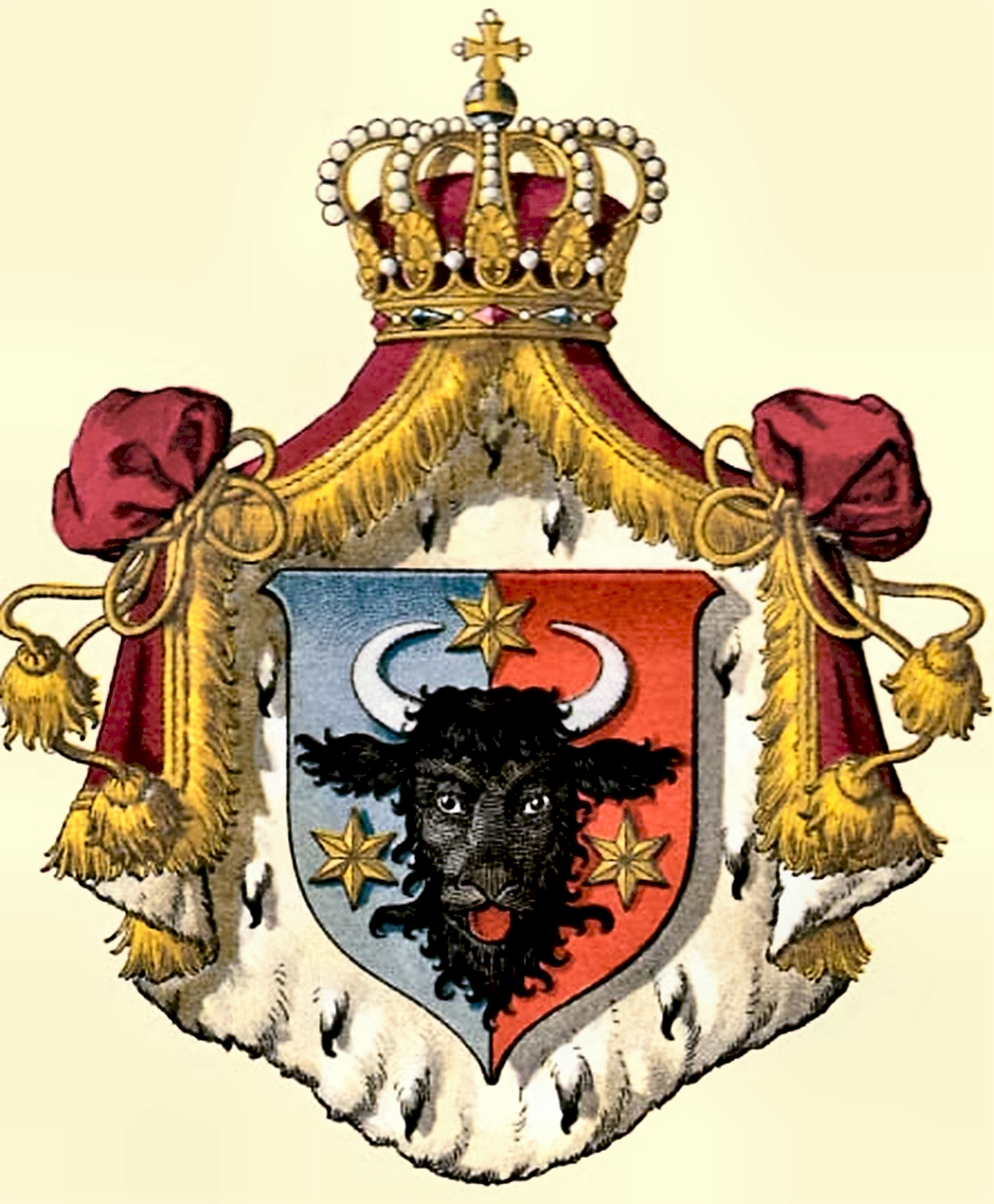
Stema Ducatului Bucovina

Această listă cuprinde mareșalii (căpitanii) Bucovinei în timpul domniei Imperiului habsburgic, începând în anul 1861 d.C.  
A nu se confunda funcția de președinte (mareșal, căpitan) al Dietei Bucovinei cu aceea de guvernator, ultimul având numai funcții administrative ! 

## Scurtă istorie
Conform constituției austriece pentru țările Cisleitaniei din 1861 (Patenta din Februarie), împăratul a stabilit pentru fiecare provincie a imperiului (așa ca și în vestul țării) un conducător de stat numai administrativ (guvernator), ca reprezentant al împăratului, precum al guvernului de la Viena, și un conducător de stat, numit "mareșal" sau "căpitan" (Landeshauptmann), aici al Ducatului Bucovina. Acesta a fost membru al parlamentului, având funcțiile de președinte a Dietei, precum al comitetului executiv (Landesausschuss). Domeniul de competență al acestui comitet a inclus pregătirea deciziilor parlamentare în competență autonomă, gestionarea activelor din țară, administrarea fondurilor și fundațiilor naționale, precum și exercitarea agendelor de administrație transferate de imperiu în responsabilitatea mareșalului. De asemenea, comitetul a fost responsabil autonom pentru comunitățile din sfera sa.
Cu excepția baronului Anton Kochanowski von Stawczan, mareșalii Bucovinei au fost întotdeauna de origine română.

## Mareșalii Ducatului Bucovina
- episcopul Eugenie Hacman (26 februarie 1861 – 4 decembrie 1862)[4]
- baronul Eudoxiu de Hurmuzachi (5 decembrie 1862 – 15 august 1870)
- baronul Alexandru Wassilko de Serecki (16 august 1870 – 15 decembrie 1871)
- baronul Eudoxiu de Hurmuzachi (16 decembrie 1871 – 10 februarie 1874)
- baronul Anton Kochanowski von Stawczan (27 aprilie 1874 – 18 iulie 1884)[5]
- baronul Alexandru Wassilko de Serecki (19 iulie 1884 – 31 august 1892)
- literatul Ioan Lupul (1 septembrie 1892 – 13 septembrie 1904)
- contele Gheorghe Wassilko de Serecki (14 septembrie 1904 – 26 mai 1911)
- baronul Alexandru de Hurmuzachi (27 mai 1911 – 12 noiembrie 1918)

## Galerie de imagini

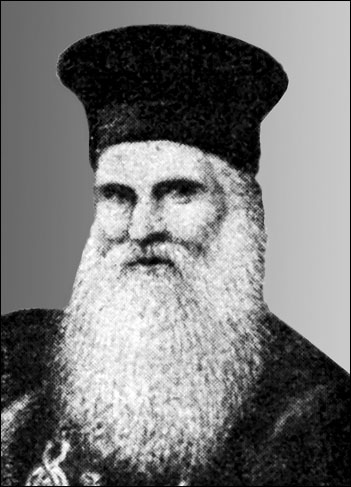
Eugenie Hacman
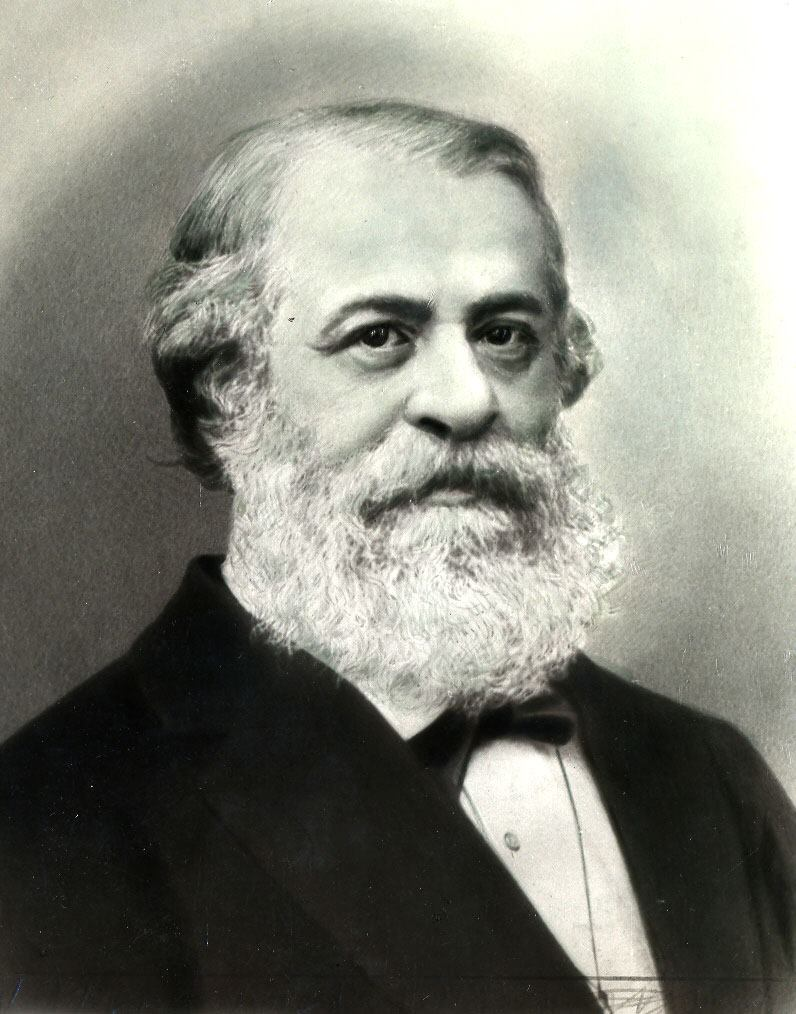
Eudoxiu de Hurmuzachi
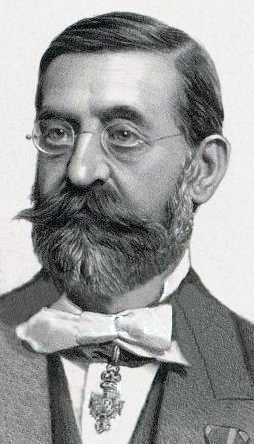
Anton Kochanowski de Stawczan
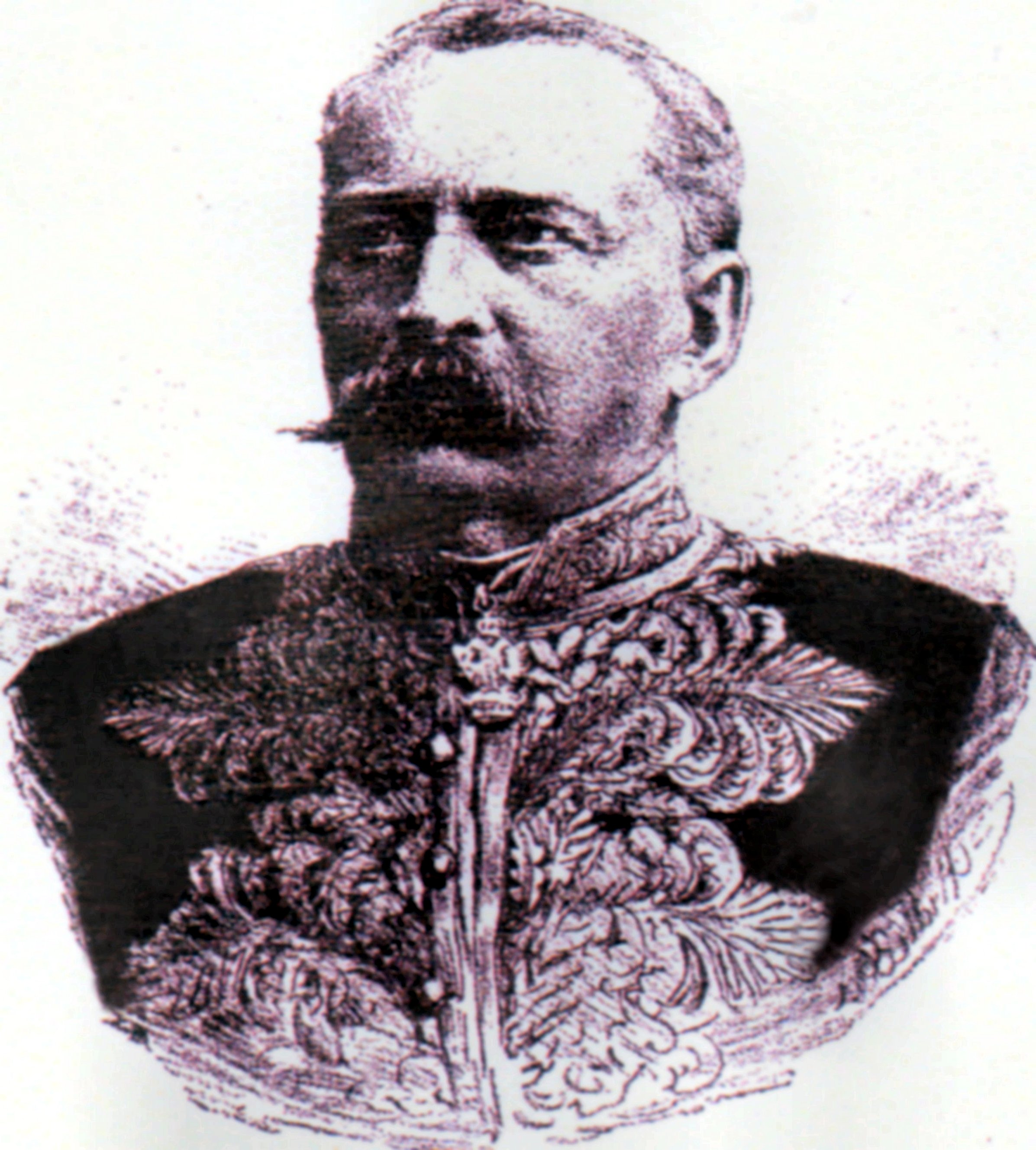
Alexandru Wassilko de Serecki
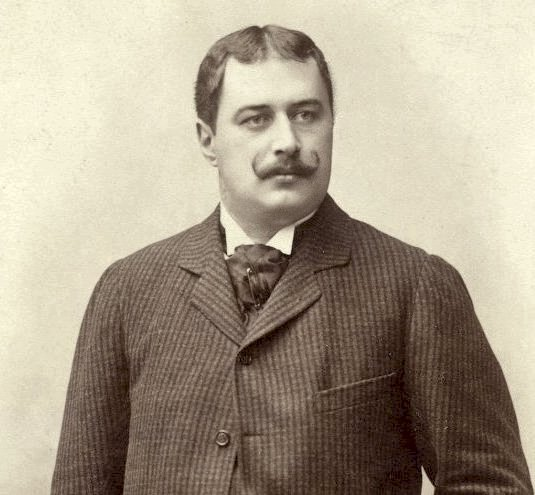
Gheorghe Wassilko de Serecki
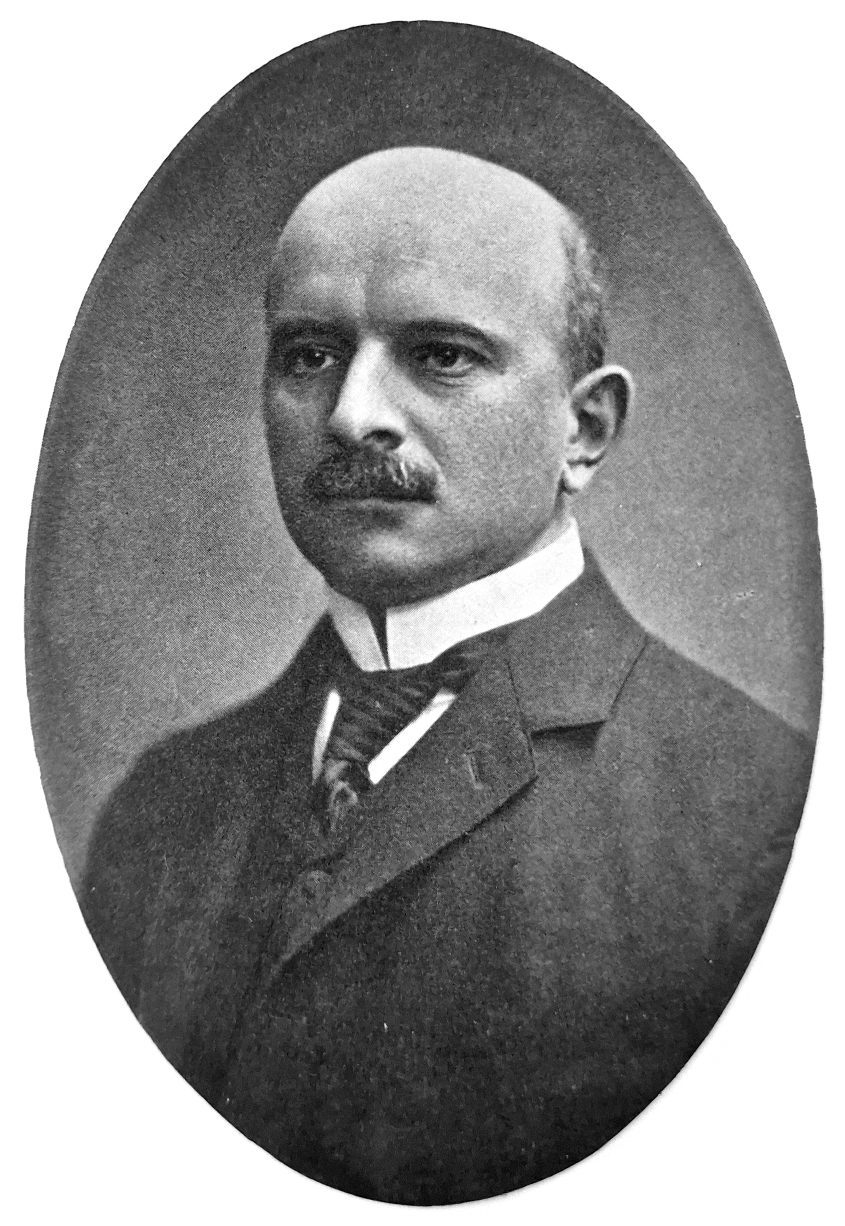
Alexandru de Hurmuzaki